# Fombellida (kommunhuvudort)
Fombellida är en kommunhuvudort i Spanien.   Den ligger i provinsen Provincia de Valladolid och regionen Kastilien och Leon, i den centrala delen av landet, 160 km norr om huvudstaden Madrid. Fombellida ligger 793 meter över havet och antalet invånare är 245.
Terrängen runt Fombellida är huvudsakligen platt. Fombellida ligger nere i en dal. Runt Fombellida är det mycket glesbefolkat, med 5 invånare per kvadratkilometer. Närmaste större samhälle är Peñafiel, 19,2 km söder om Fombellida. Trakten runt Fombellida består till största delen av jordbruksmark.